# 마르빈 두크슈
마르빈 두크슈(Marvin Ducksch, 1994년 3월 7일, 노르트라인베스트팔렌주 도르트문트 ~)는 독일의 축구 선수로, 현재 EFL 챔피언십의 버밍엄 시티 소속 스트라이커이다.

## 수상

### 국가대표팀
독일 축구 국가대표팀
- UEFA U-17 챔피언쉽

준우승: 2011